# Egyptische voet

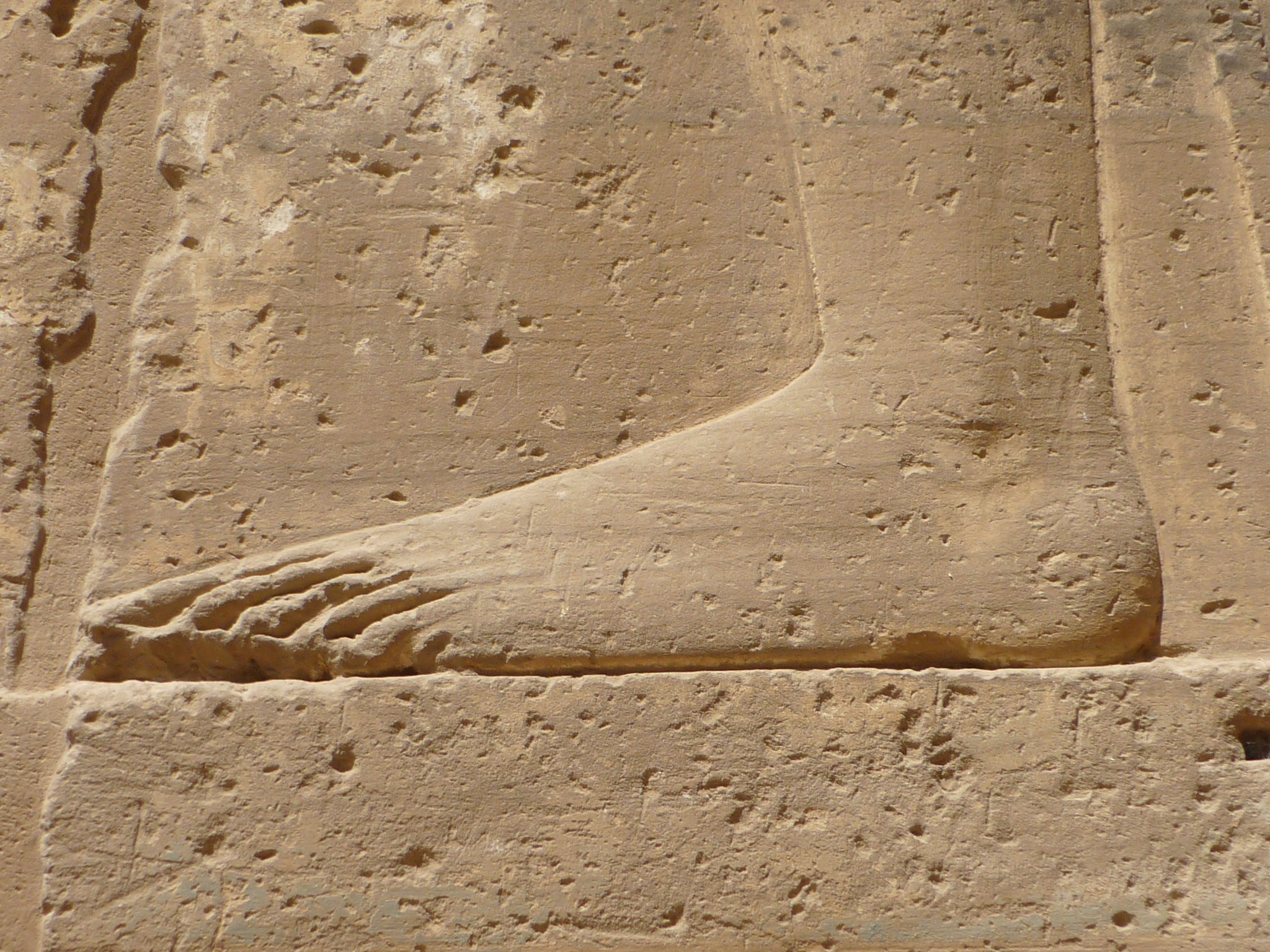
Egyptisch bas-reliëf van een "Egyptische voet" en profil

Een Egyptische voet is een voet waarbij de grote teen het langst is. Dit in contrast met een zogenoemde Griekse voet, waarbij de tweede teen het langst is.

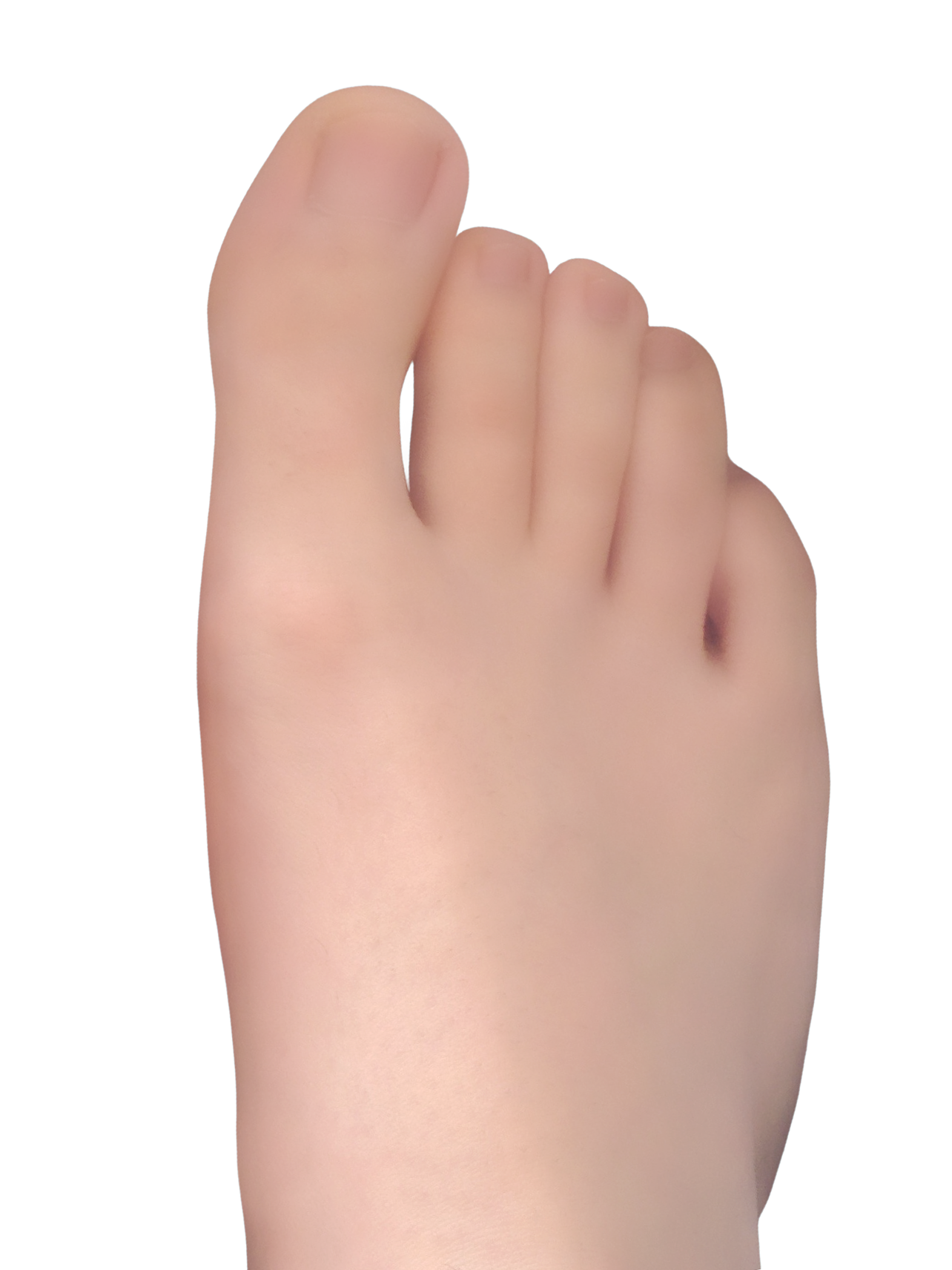
Egyptische voet bovenzijde.
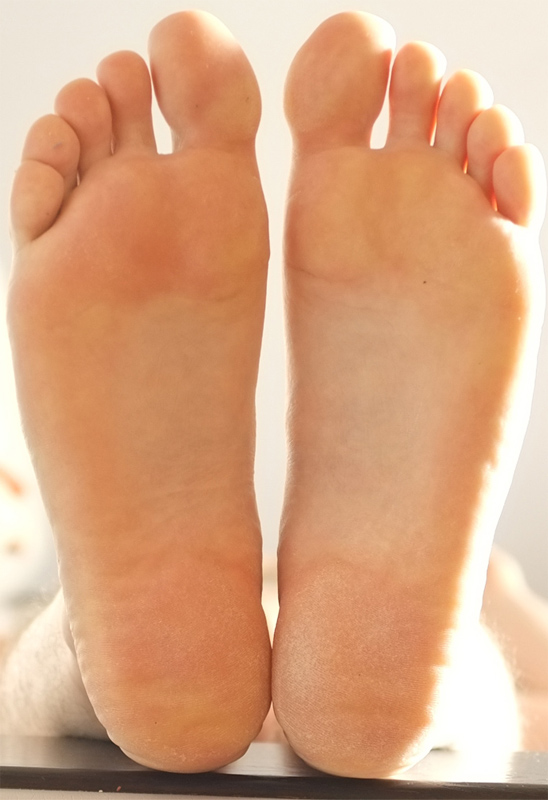
Egyptische voeten onderzijde.